# ルカ・スチッチ
ルカ・スチッチ（Luka Sučić, クロアチア語発音: [lûːka sûtʃitɕ], 2002年9月8日 - ）は、オーストリア・リンツ出身のプロサッカー選手。ラ・リーガ・レアル・ソシエダ所属。クロアチア代表。ポジションはミッドフィールダー。

## 経歴

### クラブ

#### レッドブル・ザルツブルク
レッドブル・ザルツブルクの下部組織出身。リザーヴチームであるリーフェリングでデビューした後、2020年7月15日に2024年夏まで契約を延長した。同年9月13日にオーストリア・ブンデスリーガ初出場。11月25日にはUEFAチャンピオンズリーグ 2020-21 グループリーグ・バイエルン・ミュンヘン戦でソボスライ・ドミニクに代わって投入され同大会初出場、試合は3-1で敗北したもののメルギム・ベリシャの得点をアシストした。2021年2月10日の試合でオーストリア・ブンデスリーガ初得点。翌シーズンはプレシーズンマッチでバルセロナ相手に得点を奪うと、9月14日のUEFAチャンピオンズリーグ 2021-22 グループリーグでセビージャからも得点を奪い試合を引分に持ち込んだ。

#### レアル・ソシエダ
2024年8月2日、スペインのレアル・ソシエダに完全移籍。5年契約で、移籍金は1,000万ユーロと報じられている。
10月6日、リーグ第9節のアトレティコ・マドリード戦で挙げたゴールが、ラ・リーガの2024年10月度の月間最優秀ゴール、および2024-25シーズンの最優秀ゴールに選出された。

### 代表
生まれがオーストリアであるため、オーストリアサッカー協会からオーストリア代表への誘いがあったものの、本人はクロアチア代表を熱望していた。
2021年3月9日にUEFA U-21欧州選手権グループステージのメンバーに選出されたが、同月21日に負傷のためマテイ・ヴクに取って代わられた。同年5月17日に決勝ラウンドのメンバーに選出されたが間に合わず、ネヴェン・ジュラセクに取って代わられた。
同年9月から10月にかけてUEFA U-21欧州選手権2023予選で3試合で3得点1アシストの活躍を見せたため、10月9日に出場停止のマテオ・コヴァチッチの代わりにA代表初招集。11日の2022 FIFAワールドカップ・ヨーロッパ予選グループH・スロバキア代表戦で代表初出場。
2022年11月9日、W杯カタール大会に臨むメンバーの1人に選ばれた。
UEFA EURO 2024に選出

## 人物
ユーゴスラビア内戦でブゴイノから逃れたクロアチア人の両親の下、リンツで生まれた。しかしオーストリア国籍は保有していない。
バルセロナとハイドゥク・スプリトのファンを公言しているが、憧れの選手はルカ・モドリッチである。

## 個人成績

### クラブ
| 国内大会個人成績 | 国内大会個人成績 | 国内大会個人成績 | 国内大会個人成績 | 国内大会個人成績 | 国内大会個人成績 | 国内大会個人成績 | 国内大会個人成績 | 国内大会個人成績 | 国内大会個人成績 | 国内大会個人成績 | 国内大会個人成績 |
| 年度             | クラブ           | 背番号           | リーグ           | リーグ戦         | リーグ戦         | リーグ杯         | リーグ杯         | オープン杯       | オープン杯       | 期間通算         | 期間通算         |
| 年度             | クラブ           | 背番号           | リーグ           | 出場             | 得点             | 出場             | 得点             | 出場             | 得点             | 出場             | 得点             |
| オーストリア     | オーストリア     | オーストリア     | オーストリア     | リーグ戦         | リーグ戦         | リーグ杯         | リーグ杯         | オーストリア杯   | オーストリア杯   | 期間通算         | 期間通算         |
| ---------------- | ---------------- | ---------------- | ---------------- | ---------------- | ---------------- | ---------------- | ---------------- | ---------------- | ---------------- | ---------------- | ---------------- |
| 2020-21          | RBザルツブルク   | 21               | ブンデスリーガ   | 17               | 1                | -                | -                | 5                | 1                | 22               | 2                |
| 2021-22          | RBザルツブルク   | 21               | ブンデスリーガ   | 28               | 8                | -                | -                | 6                | 2                | 34               | 10               |
| 2022-23          | RBザルツブルク   | 21               | ブンデスリーガ   | 15               | 0                | -                | -                | 3                | 0                | 18               | 0                |
| 2023-24          | RBザルツブルク   | 10               | ブンデスリーガ   | 22               | 3                | -                | -                | 4                | 1                | 26               | 4                |
| スペイン         | スペイン         | スペイン         | スペイン         | リーグ戦         | リーグ戦         | 国王杯           | 国王杯           | オープン杯       | オープン杯       | 期間通算         | 期間通算         |
| 2024-25          | レアル・ソシエダ | 24               | ラ・リーガ       | 29               | 1                | 5                | 0                | -                | -                | 34               | 1                |
| 通算             | オーストリア     | オーストリア     | ブンデスリーガ   | 82               | 12               | -                | -                | 18               | 4                | 100              | 16               |
| 通算             | スペイン         | スペイン         | ラ・リーガ       | 29               | 1                | 5                | 0                | -                | -                | 34               | 1                |
| 総通算           | 総通算           | 総通算           | 総通算           | 111              | 13               | 5                | 0                | 18               | 4                | 134              | 17               |

### 代表
| クロアチア代表 | 国際Aマッチ | 国際Aマッチ |
| 年             | 出場        | 得点        |
| -------------- | ----------- | ----------- |
| 2021           | 1           | 0           |
| 2022           | 3           | 0           |
| 2023           | 1           | 0           |
| 2024           | 11          | 0           |
| 2025           | 1           | 0           |
| 通算           | 17          | 0           |

## タイトル

### クラブ
レッドブル・ザルツブルク
- オーストリア・ブンデスリーガ（2020-21, 2021-22, 2022-23）
- オーストリア・カップ（2020-21, 2021-22）

### 個人
- ラ・リーガ 月間最優秀ゴール（2024年10月）[10]
- ラ・リーガ シーズン最優秀ゴール（2024-25）[11]